# 赤松連城
赤松 連城（あかまつ れんじょう、天保12年1月17日〈1841年2月8日〉 - 大正8年〈1919年〉7月20日）は、幕末から大正にかけての浄土真宗本願寺派の僧侶。赤松克麿、赤松常子の祖父。俗名は中宇三郎。

## 経歴
加賀国金沢出身。若狭国妙寿寺にて修行の後、28歳で周防国徳山の徳応寺を継ぐ。廃仏毀釈の混乱の中で、大洲鉄然・島地黙雷らとともに宗門改革に立ち上がる。
明治5年（1872年）から宗門大谷光尊の命で島地黙雷とヨーロッパに留学し、イギリスなどの教育制度を学んだ。帰国後は宗門の教育制度を改革するとともに東京奠都に伴う寺務所の東京移転計画を阻止し、大教院を事実上の廃仏政策であると批判して島地黙雷とともに反対運動を展開した。
後に大学林綜理（後に「仏教大学」と改称、現在の龍谷大学）・執行長などを歴任する。
法主・明如を補佐して本願寺派護持会財団・大日本仏教慈善会財団の設立や宗制・寺法・集会の制定・開設を進め、宗派の近代化につくした。だが、大正3年（1914年）に発覚した教団の財務不正問題が法主・鏡如（明如の子）の隠退に発展し、連城も第一線から退いた。